# أشلي هولاند
أشلي هولاند (بالإنجليزية: Ashlee Holland)‏ هي ممثلة أمريكية، ولدت في 18 يونيو 1979.

## وصلات خارجية
- أشلي هولاند على موقع IMDb (الإنجليزية)
- أشلي هولاند على موقع قاعدة بيانات الفيلم (الإنجليزية)